# Šeststrana antiprizma
| Uniformna šeststrana antiprizma | Uniformna šeststrana antiprizma                     |
| ------------------------------- | --------------------------------------------------- |
|                                 |                                                     |
| Vrsta                           | prizmatični uniformni polieder                      |
| Elementi                        | F = 14, E = 24, V =12 ({\displaystyle \chi \,} = 2) |
| Stranske ploskve na stranico    | 12{3} + 2{6}                                        |
| Coxeter-Dinkinov diagram        |                                                     |
| Simetrijska grupa               | D6d, [2+,12], (2*6), red 24                         |
| Sklici                          | U77(d)                                              |
| Vrtilna grupa                   | D6 [6,2]+, (622), red 12                            |
| Dualni polieder                 | šeststrani trapezoeder                              |
| Značilnosti                     | konveksna                                           |
| Slika oglišč 3.3.3.6            |                                                     |

Šeststrana antiprizma je geometriji četrta v neskončni množici antiprizem s sodim številom trikotniških stranskih ploskev zaprtih z dvema pravilnima mnogokotnikoma. Sestavljena je iz dveh šestkotnikov, ki sta povezana med seboj z obročem dvanajstih trikotnikov. Tako ima skupaj 14 stranskih ploskev.
Kadar so vse stranske ploskve pravilne, je to polpravilni polieder.